# Kazimierz Szwarcenberg-Czerny
Kazimierz Wincenty Franciszek Szwarcenberg-Czerny vel Schwarzenberg-Czerny (ur. 2 stycznia 1895 w Krakowie, zm. 27 października 1975) – polski prawnik, urzędnik konsularny i publicysta.

## Życiorys
W 1913 złożył maturę w c. k. Gimnazjum III w Krakowie.
Po uzyskaniu stopnia doktora praw wstąpił do polskiej służby zagranicznej (1924-) – był pracownikiem Ministerstwa Spraw Zagranicznych  (1919-1920), wicekonsulem konsulatu generalnego RP w Rzymie (1920-1921), kier. wydz. konsularnego poselstwa przy Kwirynale (1921), zastępca kier. konsulatu w Hamburgu (1921-1928), kier. konsulatu w Pile (1928-1932), prac. MSZ (1932-). Okres II wojny światowej spędził w Paryżu. Po 1945 – wykładowca na KUL-u w Lublinie, następnie w Krakowie, gdzie m.in. zajmował się publicystyką.
Był pomysłodawcą i wydawcą czasopisma pt „Głos Pogranicza i Kaszub” oraz organizatorem sieci bibliotek polskich na Ziemi Złotowskiej.
Odznaczony m.in. Krzyżem Kawalerskim Orderu Maltańskiego, belgijskim Krzyżem Komandorskim Orderu Leopolda II, greckim Krzyżem Komandorskim Orderu Feniksa, rumuńskim Krzyżem Komandorskim Orderu Korony.